# Свейн Хаконссон
Свейн Хаконссон (или Свейн Хоконарссон; умер около 1016 года) — сын хладирского ярла и правителя Норвегии Хакона Могучего, брат Эйрика Хаконссона, фактический правитель Норвегии (совместно с братом Эйриком и племянником Хаконом Эйрикссоном) в 1000—1015 годах.

## Биография
Свейн впервые упомянут в «Круге Земном» в 986 году. Принимал участие в битве при Хьёрунгаваге, в которой, согласно саге, командовал шестьюдесятью кораблями. В годы правления в Норвегии Олафа I Трюггвасона вместе с братом возглавил недовольных правлением короля. В 1000 году принимал участие в битве у Свольдера, в которой Олаф Трюггвасон погиб. Норвегия вновь перешла под управление короля Дании Свена I Вилобородого, который сделал своим наместником в Норвегии Эйрика Хаконссона, брата Свейна. По условиям соглашения с норвежским королем, оказавший ему помощь правитель Швеции Олафа Шетконунг получил территории Мёре, Ромсдал (современная губерния Мёре-ог-Ромсдал) и Ранрики в Викене. Олаф поручил править этими норвежскими землями от своего имени зятю, Свейну Хаконссону.
В 1014 году брат Свейна Эйрик отправился в Англию в составе войска Кнуда Великого, оставив управление Норвегией на своего сына Хакона Эйрикссона. В следующем году норвежские бонды, воспользовавшись отсутствием Эйрика, пригласили на престол представителя рода Харальда Прекрасноволосого Олафа (будущего Олафа Святого). Ему удалось разбить войска Свейна в битве у Несьяра. Свейн бежал в Швецию, думая впоследствии вернуться в Норвегию, но в 1016 году в Швеции он умер.
Источников, сообщающих об Свейне, достаточно мало, и они позднего происхождения. В связи с этим, в 1972 году шведский историк Стефан Хелльберг предположил, что Эйрик мог быть вымышленным историческим персонажем. По этому поводу разгорелась дискуссия, впрочем, взгляды Хелльберга были сочтены необоснованными.

## Семья
Свейн был женат на Хольмфриде, дочери Олафа Шётконунга. В браке родилось две дочери:
- Сигрид — вышла замуж за влиятельного бонда Аслака Эрлингсона.
- Гунхильда — стала женой короля Дании Свена II.